# 포스타 (기업)
포스타(Posta)는 페로 제도의 우편 회사이며 페로 제도의 자치령에 따라 1976년 4월 1일에 설립되었다. 2005년 12월 16일에 P/F Postverk Føroya라는 이름으로 주식회사가 되었다. 포스타에 근무하는 직원 수는 120명이며 페로 제도에는 18,000가구와 54,000명의 주민들을 위한 17개의 우체국과 소포 상점이 있다.

## 명칭

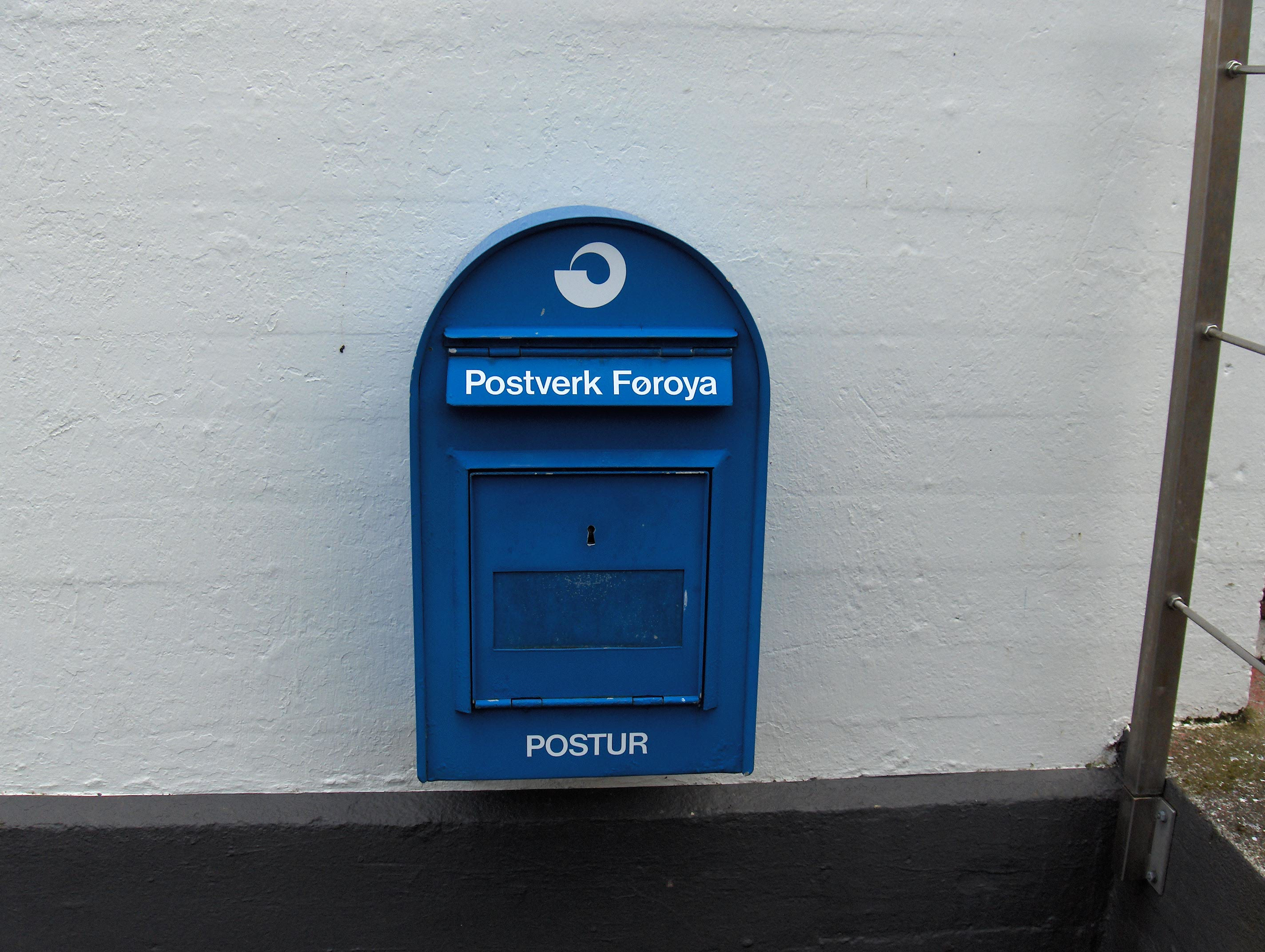
에스투로이섬에 있는 포스타의 우체통

원래의 명칭은 '포스베르크 푀로야'(Postverk Føroya) 였으며 2009년 8월, 지금의 명칭인 포스타(Posta)로 변경하였다. 푀로야라는 명칭은 페로어로 페로 제도를 의미하는 '푀로야'(Føroyar)에서 마지막 철자 r을 뺀 것이며 '포스베르크'(Postverk)는 우편물을 의미한다. 따라서 포스베르크 푀로야(Postverk Føroya)라는 이름은 문자 그대로 "페로 제도의 우편물"을 의미한다.

## 역사

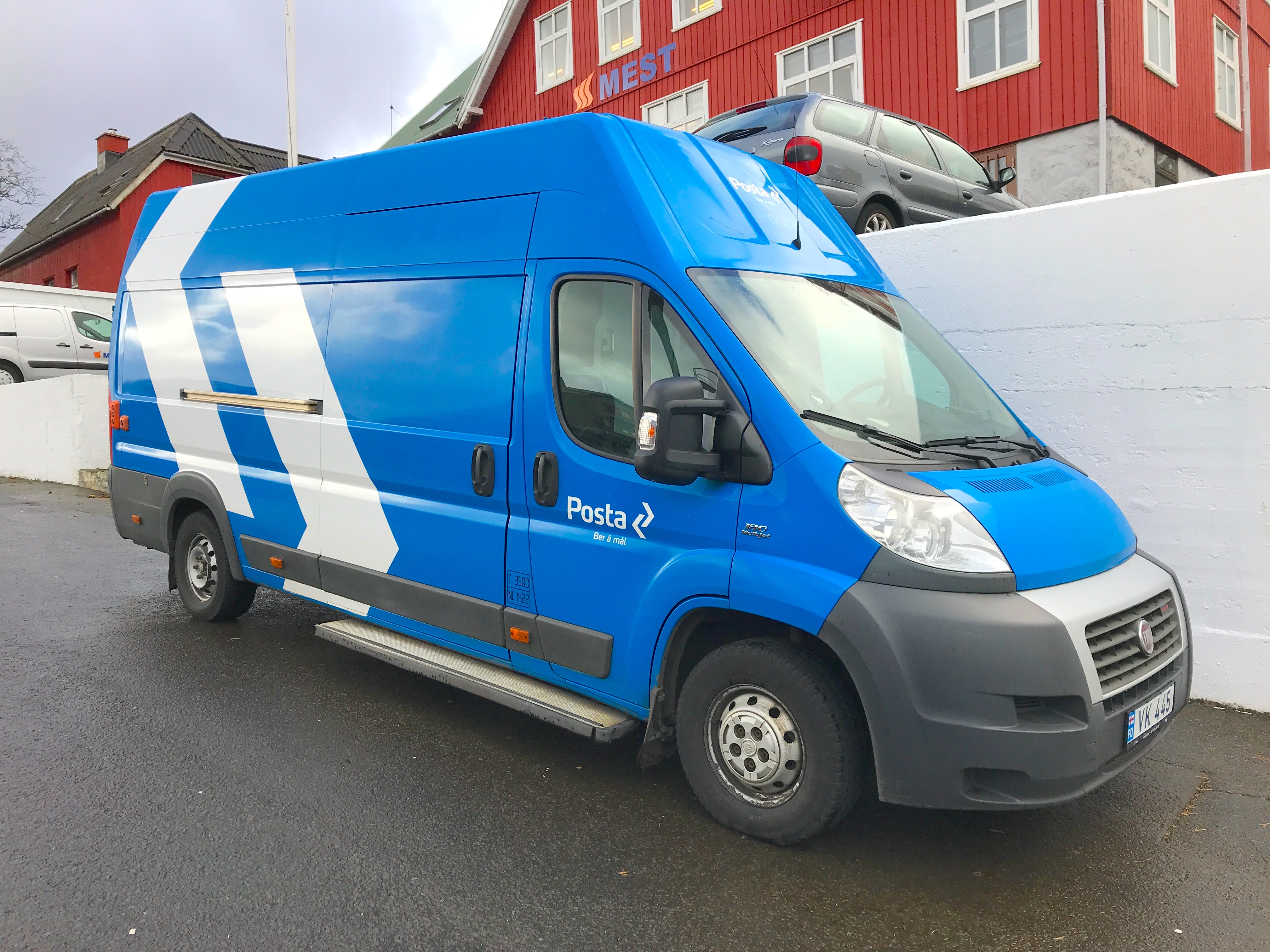
포스타의 우편 승합차

### Skjúts
섬들이 많은 페로 제도의 지형적 특성상 섬과 섬 사이에 사람들이 우편물을 교환할 수 있는 특별한 교통 시스템이 필요했으며 이 시스템은 Skjúts 라고 불렸다. Skjúts에는 Skjútsskaffari 이라는 대리인이 모든 마을에 임명되었는데 이들은 사람이나 우편물을 한 마을에서 다른 마을로 운송하는 승무원들을 관리하는 역할을 맡았다.
Skjúts시스템은 실제로 1860년대 중반에 도입되었으며, 1865년에 첫 번째 Skjúts법이 시행되었다. Skjúts의 요금은 페로 제도의 입법부인 뢱팅에 의해 한번에 5년 동안 부과되었다. Skjúts에는 공공, 민간, 사무직 등 세 가지의 유형이 있었다.
Skjúts에 대한 요금은 다양하며 공공 요금이 가장 저렴하고 개인 요금이 가장 비싸다. 1865년 이전에는 Skjúts에 대한 요금이 부과되지 않았다. 15세에서 50세 사이의 모든 건강한 남성은 Skjúts에 대한 의무가 있으며 거부할 경우 벌금을 부과한다. Skjúts의 임무는 섬과 섬 사이의 거센 조류가 있는 위험한 바다를 건너 우편물을 운송하는 것이기 때문에 쉬운 일이 아니였다.
Skjúts시스템은 제1차 세계대전 직전까지 존재했었다.

### 첫 번째 우체국

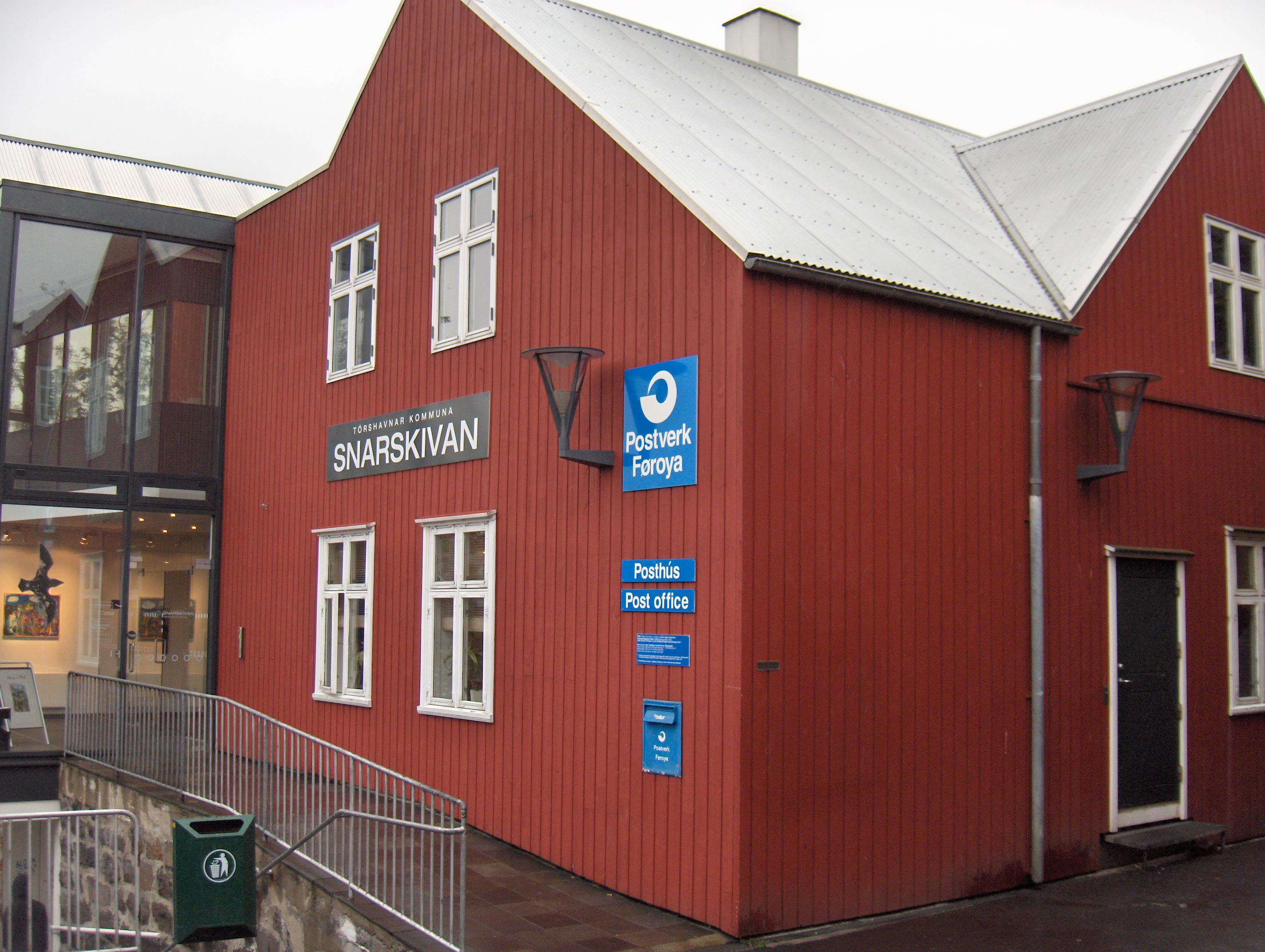
토르스하운에 생긴 페로 제도의 첫 번째 포스타 우체국

페로 제도의 첫 번째 우체국은 1870년 3월 1일, 페로 제도의 수도인 토르스하운에 문을 열었다. 두 번째 우체국은 1884년 3월 1일, 트뵈로이리(Tvøroyri)에 생겼으며 세 번째 우체국은 1888년 5월 1일 클락스비크에 문을 열었다.
19세기에는 우체국이 이렇게 3개 뿐이었으나 20세기로 흐르면서 점점 많은 우체국이 생기기 시작했다. 1903년에는 페로 제도에 7개의 우체국이 문을 열었다. 그 후 25년 동안 페로 제도의 모든 정착지에 우체국이 새로 문을 열었다. 특히 1918년엔 15개의 우체국이 문을 열었다. 그러나 포스타가 지난 몇 년 동안 추구해 온 효율성 정책의 일환으로 1960년대 후반부터는 수많은 우체국이 문을 닫았으며 이를 대신해 우편 취급국이 생겨 주민들을 위한 우편 서비스를 이어 나갔다.
1976년 4월 1일까지 페로 제도의 우편 시스템은 덴마크 우체국(Post Danmark)의 산하에 있었다. 당시 페로 제도의 우편 시스템은 우체국장이 관리하는 우체국(Tórshavn Post Office)을 갖도록 조직되었으며 소위 우편 대리인을 관리자로 둔 우체국 직원이 왔다. 우편 직원은 Klaksvík, Tvøroyri, Vágur, Vestmanna 및 Saltangará 정착지에 위치해 있었다. 다른 모든 우체국은 두 그룹으로 나뉘었으며 큰 곳을 '편지수거소', 작은 곳을 '우편교환소'라고 불렀다.

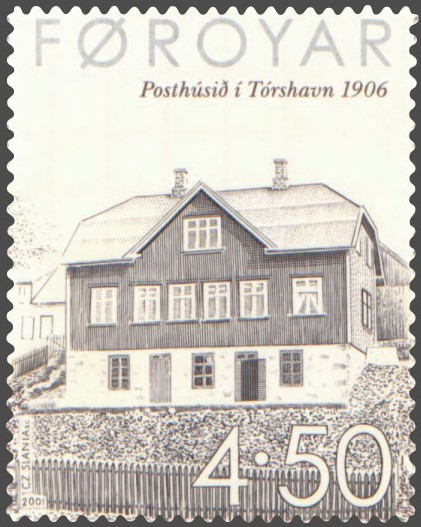
2001년에 발행된 우표 속 Tórshavn의 우체국의 모습

Tórshavn과 함께 이 5개의 우체국은 여전히 주요 우체국으로 사용되고 있다.

### 포스베르크 푀로야(Postverk Føroya)의 창립
1974년 11월 뢰팅 선거 이후 정부는 페로 제도의 우편 서비스를 페로 자치령(Faroese Home Rule)으로 대체하기로 결정했다. 1975년 덴마크 정부와 페로 정부는 인수 문제에 대한 협상을 시작했다. 협상의 결과로 페로 정부는 1976년 4월 1일부터 페로 제도의 우편 서비스를 인수하게 되었으며 Postverk Føroya (Post of the Faroes)라는 명칭을 쓰기 시작했다. 당시 로고에는 숫양의 뿔이 들어가 있었다.

### 우표 역사

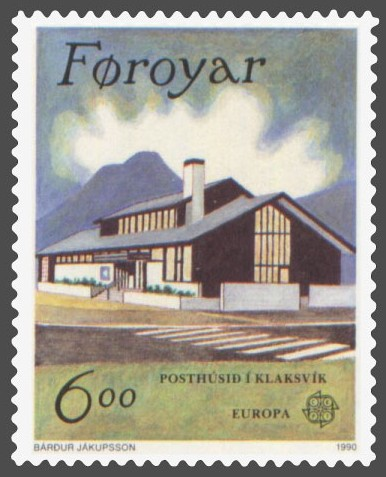
1990년 4월에 발행한 우표 속 Klaksvík의 오래된 우체국

1870년부터 덴마크 우표를 사용해 온 페로 제도는 1975년 1월 30일, 덴마크 우편 시스템이 FØROYAR 라는 캡션으로 발행을 시작하면서 마침내 우표를 자체 발행 하기 시작했다. 1976년 4월 1일부터 포스베르크 푀로야의 우표 부서는 생산 및 발행을 포함하여 모든 페로 제도의 우표에 대해 전적인 책임을 맡게 되었다.